# 雷奧環礁
雷奧環礁（Reao），又称纳图佩环礁（Natūpe），是南太平洋法屬波利尼西亞的環礁，屬於土阿莫土群島的一部分，位於普卡魯阿環礁東南48公里，由同名市镇管辖，長24.5公里、寬5公里，土地面積9平方公里，潟湖面積34平方公里，島上有機場設施，2007年人口360。

## 外部連結
- Tuamotu Archipelago - Reao （页面存档备份，存于）
- United States Exploring Expedition （页面存档备份，存于）
- Reao Airport （页面存档备份，存于）
- Historical names
- Charles Wilkes
- Atoll list (in French) （页面存档备份，存于）
- Classification of the French Polynesian atolls by Salvat (1985)